# Holografía

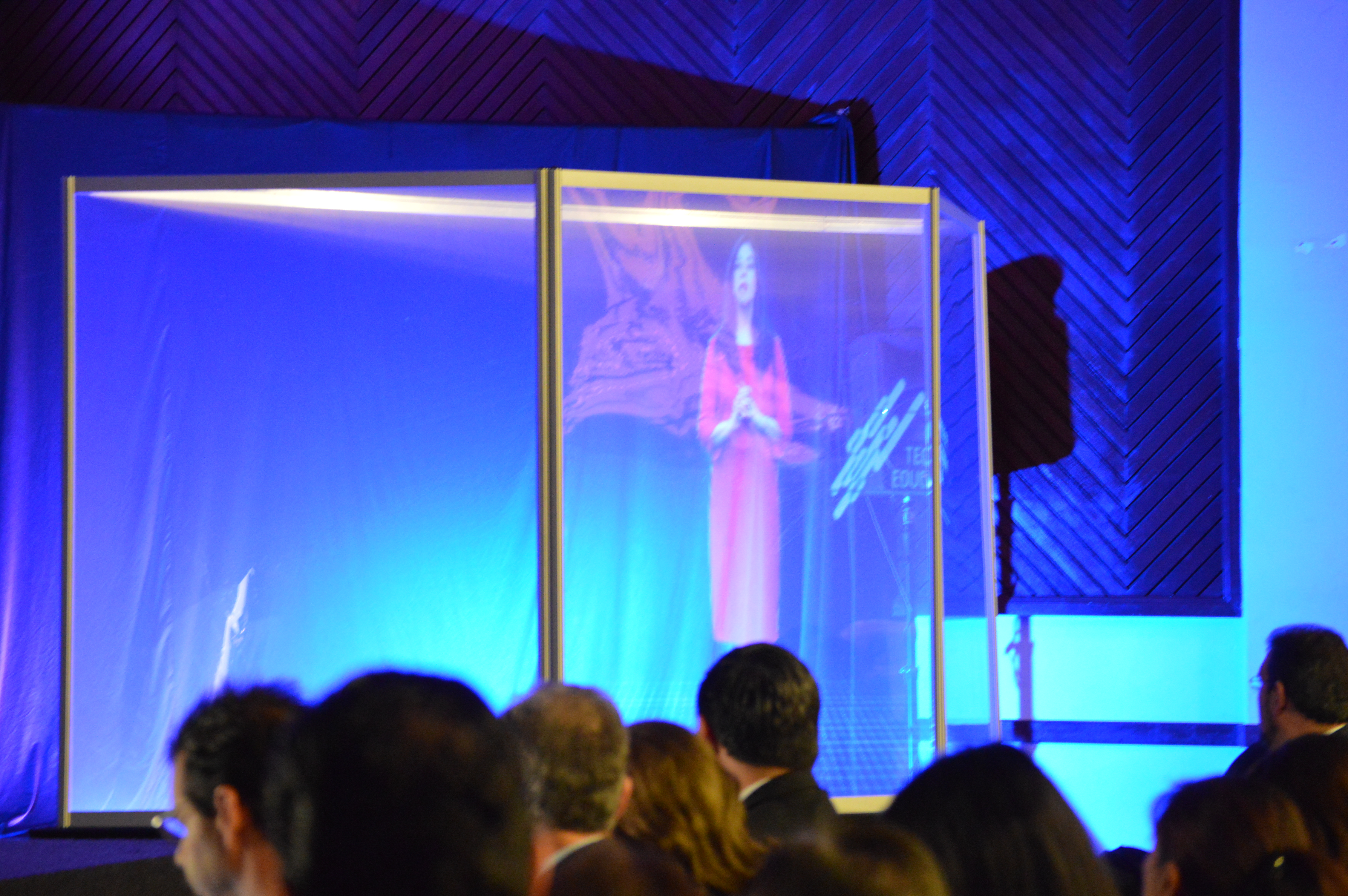
Proyección que se percibe en el espacio e introduce presentaciones en el 8.º Congreso de la Innovación y Tecnología Educativa en el Instituto Tecnológico y de Estudios Superiores de Monterrey.

La holografía o visión gráfica es una técnica avanzada de fotografía que consiste en crear imágenes tridimensionales basada en el empleo de la luz. Para esto se utiliza un rayo láser que graba microscópicamente una película fotosensible. La interferencia que se produce entre dos haces de luz coherentes hace posible que la luz de uno de estos se reflecte en el objeto. Esta, al recibir una luz puntual desde la perspectiva adecuada, proyecta una imagen en tres dimensiones. Además, procesadas e iluminadas de manera precisa, las imágenes pueden aparecer saliéndose de sus límites, hacia fuera o hacia dentro del marco, y el observador, sin tener la necesidad de ningún accesorio, las puede ver sin discontinuidades y variando las perspectivas dependiendo de su posición. La utilización de las técnicas holográficas en sistemas de vídeo es un proceso complejo que supone un gran reto a nivel tecnológico. Si se pueden resolver estos retos, se podría convertir en el sistema que se utilizaría en una futura televisión tridimensional.

## Visión histórica de la holografía
La holografía fue inventada en 1948 por el físico húngaro Dennis Gabor, que recibió por esto el premio Nobel de Física en 1971. Recibió la patente GB685286 por su invención. Sin embargo, se perfeccionó años más tarde con el desarrollo del láser, pues los hologramas de Gabor eran muy primitivos a causa de no haberse perfeccionado lo suficiente sus aparatos.
Originalmente, Gabor solo quería encontrar una manera para mejorar la resolución y definición de las imágenes del microscopio electrónico. Planteó un problema interesante: cuando se ilumina una rendija con luz de un solo color, se obtiene una figura de franjas que permite conocer la forma y dimensiones de la rendija. Gabor describió el proceso de descodificación de la información fotografiada, hacía falta encontrar la manera de registrar la inclinación de los rayos de luz que llegaban a la película fotográfica. Llamó a este proceso «holografía», del griego «holos» (completo), ya que los hologramas mostraban un objeto completamente y no solo una perspectiva.
Los primeros hologramas que verdaderamente representaban un objeto tridimensional bien definido fueron hechos por Emmett Leith y Juris Upatnieks en Estados Unidos en 1963, y por Yuri Denisyuk en la Unión Soviética.
Uno de los avances más prometedores hechos recientemente ha sido su uso para los reproductores de DVD y otras aplicaciones. También se utiliza actualmente en tarjetas de crédito, billetes de banco, etiquetas de seguridad, embalajes, certificados, pasaportes y documentos de identidad, así como discos compactos y otros productos, además de su uso como símbolo de originalidad y seguridad.

## Principio de funcionamiento de un holograma
NOTA: Para comprender el principio de funcionamiento de un holograma se describe el grabado en un holograma fino de una escena que sólo contiene un punto que refleja la luz. Esta descripción es solamente esquemática y no respeta la escala entre los objetos y la longitud de onda. Sólo sirve para comprender el principio.

### Grabado de un holograma

Grabación de un holograma

En la imagen se alumbra la escena con ondas planas que vienen de la izquierda. Una parte de la luz se refleja en el punto, representado como un círculo blanco. Solo está representada la luz reflejada hacia la derecha. Esas ondas esféricas se alejan del punto y se adicionan a las ondas planas que alumbran la escena. En los sitios donde las crestas coinciden con crestas y los valles con valles habrá máximos de amplitud. Simétricamente, donde las crestas coinciden con valles y los valles con crestas la amplitud será mínima. Hay sitios del espacio donde siempre la amplitud es máxima y sitios donde la amplitud siempre es mínima.
La superficie de una placa fotosensible ubicada en el sitio punteado de la imagen estará lo más expuesta en donde la amplitud es máxima y lo menos expuesta en los sitios donde la amplitud es mínima. Después de un tratamiento adecuado, las zonas más expuestas resultarán más transparentes y las zonas menos expuestas más opacas.
Es interesante señalar, que si durante la exposición, la placa se mueve media longitud de onda (un cuarto de micrón), una buena parte de las zonas habrá pasado de las más expuestas a las menos expuestas y el grabado del holograma habrá fracasado.

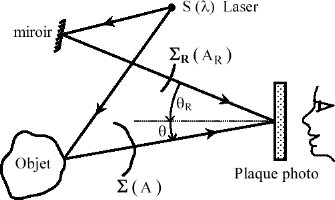
Grabado de un holograma.

### Observación del holograma
Alumbramos el holograma con ondas planas que vienen de la izquierda. La luz pasa por los "espacios" transparentes del holograma y cada "espacio" crea ondas semiesféricas que se propagan hacia la derecha. En la imagen a la derecha solo hemos dibujado la parte interesante de la cresta de las ondas. Se aclara que las ondas que salen de los "espacios" de la placa se adicionan para dar frentes de onda semiesféricos similares a los frentes producidos por la luz reflejada por el punto de la escena. Un observador situado a la derecha de la placa ve luz que parece salir de un punto situado en el sitio donde estaba el punto de la escena. Eso es debido al hecho que el holograma deja pasar la luz que tiene la "buena" fase en el "buen" sitio.

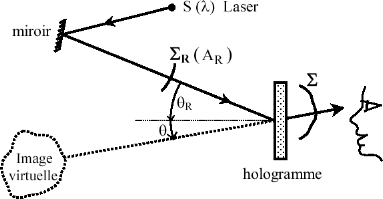
Observación de un holograma

### Objeto en lugar de un punto único
En realidad, la luz reflejada por una pequeña parte de un objeto (el punto del ejemplo precedente) es débil y solo puede contribuir a que zonas del holograma sean un poco más oscuras o más claras. Eso no impide la formación de frentes de onda semiesféricos durante la lectura del holograma. El observador encontrará solamente, que el punto es poco brillante.
Un segundo punto luminoso añade, al grabado del holograma, sus propias zonas un poco más claras u oscuras. A la observación, el segundo juego de zonas claras y oscuras crea otro conjunto de frentes de onda que parece originarse de la posición donde se encontraba el segundo punto. Si el punto se encontraba más lejos, se le "verá" más lejos y viceversa. El holograma graba la información tridimensional de la posición de los puntos.
Un objeto grande no es otra cosa que un conjunto de puntos. Cada zona puntual del objeto crea zonas más o menos grises que se adicionan en la placa. Cada conjunto de zonas grises crea, a la observación, ondas semiesféricas que parecen salir del "buen" sitio del espacio: y así vemos una imagen (virtual) del objeto.
En la práctica, este tipo de holograma —fino y con alumbrado perpendicular— es poco utilizado, ya que las emulsiones sensibles son más espesas que la longitud de onda. Además los hologramas con alumbrado perpendicular dan también imágenes más reales (en el sentido óptico de la palabra) inoportunas en la observación.

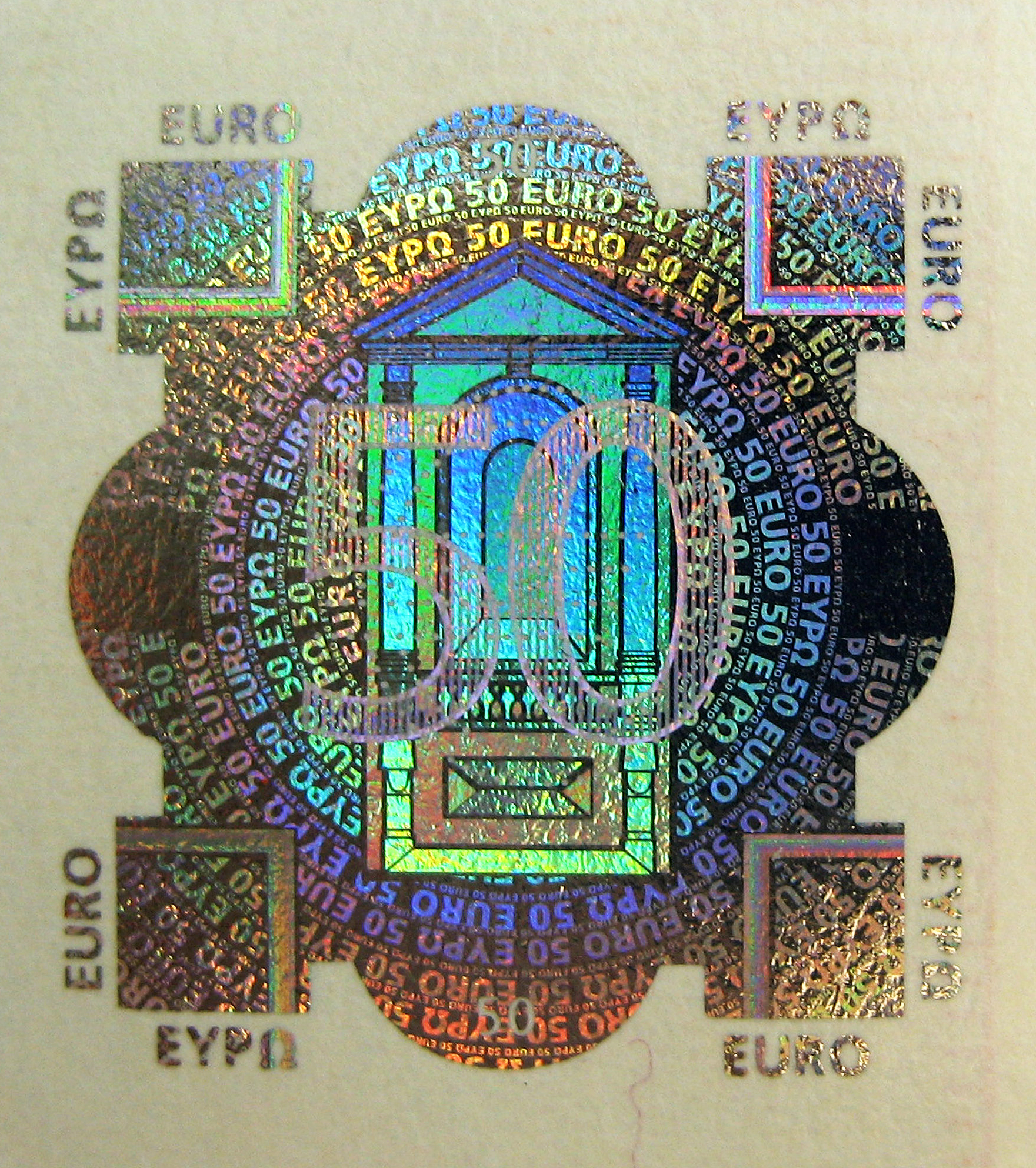
Ejemplo de holograma en un billete

## Comparación con la fotografía
La holografía puede comprenderse mejor si se examinan sus diferencias con la fotografía ordinaria:
- Un holograma representa una grabación de información relativa a la luz procedente de la escena original dispersada en varias direcciones, en lugar de en una sola, como en una fotografía. Esto permite ver la escena desde distintos ángulos, como si aún estuviera presente.
- Una fotografía puede grabarse con fuentes de luz normales (luz solar o eléctrica), mientras que para grabar un holograma se necesita un láser.
- En la fotografía se necesita un objetivo para grabar la imagen, mientras que en la holografía la luz del objeto se dispersa directamente sobre el soporte de grabación.
- Una grabación holográfica requiere un segundo haz de luz (el haz de referencia) que se dirige al soporte de grabación.
- Una fotografía puede verse en una amplia gama de condiciones de iluminación, mientras que los hologramas sólo pueden verse con formas muy específicas de iluminación.
- Cuando una fotografía se corta por la mitad, cada trozo muestra la mitad de la escena. Cuando un holograma se corta por la mitad, en cada trozo se sigue viendo la escena completa. Esto se debe a que, mientras que cada punto de una fotografía sólo representa la luz dispersada desde un único punto de la escena, cada punto de una grabación holográfica incluye información sobre la luz dispersada desde cada punto de la escena. Es como ver una calle fuera de una casa a través de una ventana de 120 cm × 120 cm (4 pies × 4 pies) y luego a través de una ventana de 60 cm × 120 cm (2 pies × 4 pies). Se pueden ver las mismas cosas a través de la ventana más pequeña (moviendo la cabeza para cambiar el ángulo de visión), pero el espectador puede ver más cosas a la vez a través de la ventana de 120 cm (4 pies).
- Un estereograma fotográfico es una representación bidimensional que puede producir un efecto tridimensional, pero sólo desde un punto de vista, mientras que el rango de visión reproducido de un holograma añade muchas más señales de percepción de la profundidad que estaban presentes en la escena original. El cerebro humano reconoce estas señales y las traduce en la misma percepción de una imagen tridimensional que cuando se veía la escena original.
- Una fotografía traza claramente el campo luminoso de la escena original. La superficie del holograma revelado consiste en un patrón muy fino, aparentemente aleatorio, que no parece tener ninguna relación con la escena que grabó.

## Aplicaciones
- En los reproductores DVD, en las tarjetas de crédito, en los discos compactos y en los billetes.
- Símbolo de originalidad y seguridad.
- Reproducción de imagen y vídeo tridimensional: múltiples aplicaciones en sectores como la televisión, el diseño industrial, la medicina, la educación, la investigación, las comunicaciones...
- Conciertos holográficos de Vocaloid.[2]

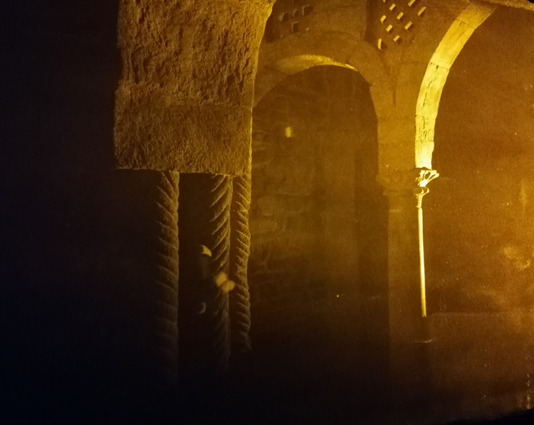
Holograma de campo profundo de la iglesia Santa cristina de Lena

- Patrimonio cultural.[3]

## Ejemplos de dispositivos holográficos

### Cheoptics 360
El dispositivo "Cheoptics 360" desarrollado por las empresas viZoo y Ramboll es un sistema de vídeo holográfico. Es un proyector de vídeo formado por una pirámide invertida que es capaz de generar imágenes tridimensionales dentro de su espacio de proyección. La imagen proyectada se ve totalmente en 3D desde cualquier ángulo de observación. Hay proyectores en cada extremo del aparato que se combinan para generar la imagen en el centro dando una sensación de total realismo al espectador. Se pueden proyectar imágenes desde 1,5 hasta 30 metros de altura con cualquier condición lumínica ambiental (interior o exterior). También permite reproducir vídeos de películas o desde el ordenador personal.

### Heliodisplay

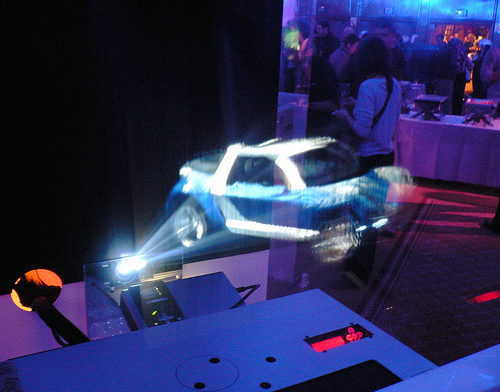
Imagen del Heliodisplay

El Heliodisplay es una tecnología creada por la empresa IO2Technology que reproduce hologramas en 2-D sin utilizar un medio físico como una pantalla. Permite proyectar una imagen estática o en movimiento en el aire con una cierta calidad, de unas 27 pulgadas, sin requerir medios alternativos como humo o agua y puede ser utilizado en cualquier entorno sin instalaciones adicionales.
Se puede describir el dispositivo como una caja que se puede enchufar a un conector USB, a una fuente de vídeo o de imagen como puede ser un DVD o un ordenador personal, por ejemplo. Utiliza aire normal para funcionar. Lo que hace es convertir las propiedades del reflejo del aire. El aire es capturado, convertido instantáneamente y vuelto a expulsar. La imagen se proyecta sobre el aire convertido.
Otra característica importante es que la imagen generada es interactiva. Vale decir que la sensación de la imagen que se proyecta no es totalmente tridimensional. La sensación 3D solo es frontal, ya que vista de lado la imagen se ve plana.

### MARK II
Es un proyecto de vídeo holográfico que se está desarrollando en el Massachusetts Institute of Technology (MIT) por un grupo de investigadores dirigidos por el profesor S. Benton.
Este sistema se basa en el cálculo mediante ordenador de las franjas de interferencia que producirían imágenes sintéticas. Al sintetizar estas franjas mediante complejos modelos matemáticos, se consigue una reducción importante en el número de muestras de los hologramas sintéticos restringiendo el paralaje de movimiento en las direcciones con más interés. En este dispositivo, únicamente se codifica la información de paralaje horizontal porque se supone que será el movimiento más realizado por el espectador. Con ello, se reduce el número de muestras de las franjas de interferencia en un factor de 100.
El sistema se basa en la construcción de las imágenes mediante una exploración conjunta de varios haces láser cuya amplitud se modula en concordancia con las franjas de interferencias del holograma calculado previamente. La exploración se realiza mediante un conjunto de moduladores optoacústicos que barren diferentes franjas horizontales de la imagen. Se pueden presentar imágenes de 150 x 75 x 150 mm, con un ángulo de visión horizontal de 36 grados, y es capaz de mostrar una imagen por segundo.

### MARK III
El sistema denominado Mark III es una evolución de los dispositivos holográficos desarrollados por el MIT durante la década de los 80. Los sistemas anteriores eran muy complejos y voluminosos y necesitaban hardware especializado para generar la señal de vídeo. El objetivo del proyecto es el de desarrollar un sistema de visualización holográfico de ámbito doméstico. Formará imágenes monocromáticas en 3D con unas dimensiones similares al cubo de Rubik.
Para crear un vídeo holográfico, se debe producir un modelo tridimensional en tiempo real de los objetos dentro de una escena. A partir de este, se calcula el patrón de difracción necesario para formar la imagen. El procesado es muy complejo, pero se ha optimizado para que trabaje con las tarjetas gráficas domésticas. La señal de vídeo generado se envía a un modulador de luz, que es, básicamente una guía de ondas cubierta de un material piezoeléctrico que según la señal recibida se deforma más o menos. La onda de luz está acompasada de diferentes intensidades y frecuencias. De proyectarse sobre un cristal translúcido, las diferentes ondas interfieren generando un escena tridimensional. Este nuevo modulador permite emitir luz en vertical y horizontal, evitando así el uso de muchas lentes y espejos.

### Interactive 360° Light Field Display
Es un dispositivo de vídeo holográfico desarrollado en conjunto por Sony, Fake Space Lab y la Universidad del Sur de California, presentado en el SIGGRAPH 2007.
El sistema presentado consta de un videoproyector de alta velocidad, un espejo rotatorio cubierto por un difusor holográfico y un circuito semiconductor FPGA (Field Programmable Gate Array), que se encarga de decodificar la señal DVI. Se utiliza una tarjeta gráfica programable y estándar que puede renderizar más de 5000 imágenes por segundo y proyectar vistas en 360 grados con separación de 1,25 grados. Algunas características:
- No requiere gafas especiales.
- Es omnidireccional: visión en 3D en 360 grados.
- No reproduce color.
- Permite la interactividad con la imagen holográfica.[7]